# Marie (EP)
| Recensione           | Giudizio |
| -------------------- | -------- |
| Rolling Stone Italia |          |

Marie è il primo EP da solista di Rachele Bastreghi, conosciuta come membro dei Baustelle. L'EP è uscito nel gennaio 2015.

## Il disco
Il nome del disco e l'idea dello stesso sono nati dalla partecipazione di Rachele Bastreghi al terzo episodio della serie televisiva Questo nostro amore 70, andato in onda l'11 novembre 2014 su Rai 1. All'interno dell'episodio la cantante, nel ruolo appunto di Marie, interpreta il brano originale da lei scritto Mon petit ami du passé.
Lo stesso brano Mon petit ami du passé viene pubblicato come singolo il 15 dicembre del 2014.
L'EP è ispirato alla musica degli anni settanta, nello specifico forti sono le influenze derivanti dal cantautorato francese. Il brano Senza essere è stato scritto con Claudio Brasini, mentre Il ritorno è stato scritto insieme a Dardust. Oltre ai quattro inediti, sono presenti due cover: All'inferno insieme a te di Patty Pravo e Cominciava così degli Equipe 84, oltre a una traccia strumentale.
Le registrazioni sono state effettuate presso le Officine Meccaniche di Milano e il Perpetuum Mobile di Nave con l'ausilio di Marco Tagliola e Giovanni Ferrario. Hanno suonato nel disco diversi musicisti tra cui Sergio Carnevale (ex componente dei Bluvertigo) e Fabio Rondanini (Calibro 35).
Il video del secondo singolo Il ritorno, uscito in contemporanea con l'EP, è stato girato tra Milano e Torino dal regista Fabio Capalbo.

## Tracce
Testi di Rachele Bastreghi (eccetto dove indicato).
1. Senza essere (musica: Bastreghi, Brasini) – 3:57
2. Folle tempesta (musica: Bastreghi) – 4:04
3. All'inferno insieme a te – 3:21 (testo: Paolo Dossena e Franca Evangelisti – musica: Claude Puterflam)
4. Mon petit ami du passé (musica: Bastreghi) – 3:56
5. Il ritorno (musica: Bastreghi, Dario Faini) – 4:09
6. Cominciava così – 3:58 (testo: Maurizio Vandelli – musica: Maurizio Vandelli e Detto Mariano)
7. Folle tempesta (strumentale) (musica: Bastreghi) – 4:02

Durata totale: 27:27

## Formazione
- Rachele Bastreghi - voce, pianoforte, programmazione, organo Hammond, sintetizzatore
- Giovanni Ferrario - sintetizzatore, programmazione, chitarra elettrica, basso
- Fabio Rondanini - batteria
- Sergio Carnevale - batteria
- Marco Carusino - chitarra acustica, chitarra elettrica
- Davide Fronterrè - basso
- Daniele Richiedei - violino
- Marco Pennacchio - violoncello
- Mauro Pagani - flauto in All'inferno insieme a te